# Општина Фаркаша (Марамуреш)
Фаркаша (рум. Fărcaşa) општина је у Румунији у округу Марамуреш.
Oпштина се налази на надморској висини од 160 m.